# Mission Bend
Pour les articles homonymes, voir Bend (homonymie).
Mission Bend est une census designated place du comté de Harris et du comté de Fort Bend au Texas, dans la banlieue ouest de Houston.
Sa population était de 36 501 habitants en 2010.